# ایرمتراوت
ایرمتراوت (به آلمانی: Irmtraut) یک شهر در آلمان است که در وستروالدکرایس واقع شده‌است. ایرمتراوت ۸۰۱ نفر جمعیت دارد.